# Estação Once de Septiembre
Once de Septiembre é um dos quatro principais terminais ferroviários da cidade de Buenos Aires, Argentina. Inaugurado em 20 de dezembro de 1882, está localizado na zona de Balvanera, próxima da Plaza Miserere.